# پیرنورون
پیرنورون (به انگلیسی: Pyrinuron) با فرمول شیمیایی C۱۳H۱۲N۴O۳ یک ترکیب شیمیایی با شناسه پاب‌کم ۴۰۸۱۳ است. که جرم مولی آن ۲۷۲٫۲۵۹ g/mol می‌باشد. 